# Marsdenia calcicola
Marsdenia calcicola är en oleanderväxtart som beskrevs av Kerr. Marsdenia calcicola ingår i släktet Marsdenia och familjen oleanderväxter. Inga underarter finns listade i Catalogue of Life.